# Més Esquerra
Més Esquerra (Més-Esquerra) és una coalició electoral sobiranista, formada per Més per Mallorca, Més per Menorca i Esquerra Republicana de les Illes Balears. La candidatura es va fer pública el 23 de setembre de 2019 per tal de presentar-se a les eleccions espanyoles de 2019 i és continuadora de Veus Progressistes.